# بشیر المقعدی
بشیر المقعدی (فرانسوی: Bechir Mogaadi‎؛ زادهٔ ۱۱ آوریل ۱۹۷۸) بازیکن فوتبال اهل تونس است.

## باشگاهی
از باشگاه‌هایی که در آن بازی کرده‌است می‌توان به باشگاه فوتبال اسپرانس تونس، باشگاه فوتبال نومانسیا، باشگاه فوتبال ستاره ساحلی و باشگاه فوتبال آزال باکو اشاره کرد.

## تیم ملی
وی همچنین در تیم ملی فوتبال تونس بازی کرده است.